# Salim Cavunt
Salim Cavunt (* 1926 in Istanbul) ist ein ehemaliger türkischer Fußballspieler und -trainer.

## Karriere
Cavunt begann Mitte der 1940er-Jahre seine Karriere bei Galatasaray Istanbul. Von 1952 bis 1957 spielte der Stürmer für Adalet SK und kam während dieser Zeit zu 76 Einsätzen in der İstanbul Profesyonel Ligi. 1957 kehrte Cavunt zu Galatasaray zurück. Er gewann in der Spielzeit 1957/58 mit Galatasaray die İstanbul Profesyonel Ligi. Seine Karriere beendete Cavunt 1959 bei Feriköy SK und wurde eine kurze Zeit später Cheftrainer seiner Teamkollegen.

## Erfolg
Galatasaray Istanbul
- İstanbul Profesyonel Ligi: 1958